# Escudo de Mazcuerras
El escudo de Mazcuerras es uno de los símbolos del municipio español de Mazcuerras en Cantabria, junto a su bandera.
Dicho escudo queda organizado de la manera siguiente: escudo cortado: 1.º de sinople, una torre de oro; 2.º de plata, un puente en color de gules, sostenido de ondas de plata y azur. Va timbrado con la corona real española.
El escudo fue adoptado por el Ayuntamiento  siendo autorizado por el Consejo de Gobierno de Cantabria el día 16 de junio de 1988, previo informe favorable emitido por la Real Academia de la Historia.